# Gleicheniales
Gleicheniales — порядок папоротей із підкласу Polypodiidae. Gleicheniales потенційно були присутні ще в карбоні, але найдавніші однозначні записи датуються пермським періодом.

## Опис
Ці папороті характеризуються кореневими стелами протоксилемними утвореннями й антеридіями з 6–12 вузькими, скрученими чи вигнутими клітинами в стінках. В іншому вони дуже різноманітні, включаючи рослини з типовими листям папоротей, листя інших нагадує листя пальм, а ще інші мають нерозділене листя. Це тропічні папороті, найрізноманітніші в Азії та Тихоокеанському регіоні.
Наступна кладограма показує філогенез Gleicheniales:

|  | †Selenocarpus                                                 |
|  |                                                               |
|  | \| \| Matoniaceae \| \| \| \| \| \| Dipteridaceae \| \| \| \| |
|  |                                                               |
|  | Matoniaceae                                                   |
|  |                                                               |
|  | Dipteridaceae                                                 |
|  |                                                               |

|  | Matoniaceae   |
|  |               |
|  | Dipteridaceae |
|  |               |

|  | †Selenocarpus                                                 |
|  |                                                               |
|  | \| \| Matoniaceae \| \| \| \| \| \| Dipteridaceae \| \| \| \| |
|  |                                                               |
|  | Matoniaceae                                                   |
|  |                                                               |
|  | Dipteridaceae                                                 |
|  |                                                               |

|  | Matoniaceae   |
|  |               |
|  | Dipteridaceae |
|  |               |